# Serie A 2008-2009 (calcio femminile)
Il campionato di Serie A 2008-2009 è stato il quarantaduesimo campionato della massima serie femminile italiana di calcio.
Per il terzo anno consecutivo lo scudetto è andato al Bardolino Verona, che ha così messo a segno la tripletta stagionale di trofei portando a casa anche la Supercoppa e la Coppa Italia. Le scaligere hanno ancora una volta avuto la meglio sulla Torres, che pure aveva condotto la classifica per buona parte della stagione. Le sarde devono accontentarsi del secondo posto, che per la prima volta vale l'accesso alla UEFA Women's Cup, la massima competizione europea femminile per club, analoga alla UEFA Champions League maschile.
Sono retrocesse in Serie A2 il pluriscudettato Milan e la Riozzese (che per motivi finanziari rinuncerà alla successiva iscrizione in Serie A2 e ripartirà dalla Serie D).
Il titolo di capocannoniere della Serie A è finito per la nona volta a Patrizia Panico, autrice di 23 goal.

## Stagione

### Novità
Al termine stagione 2007-2008 il Trento e il Firenze sono state retrocesse in Serie A2. Al loro posto sono state promosse il Venezia 1984, vincitrice del girone A della Serie A2, e la Roma CF, vincitrice del girone B della Serie A2.
Tra le dodici squadre aventi diritto l'unica a non aver mai militato in Serie A prima di questa stagione era il Venezia 1984, che ha così fatto il suo esordio nella massima serie. Per la Roma, vincitrice di uno scudetto già nel 1969 (nella seconda edizione assoluta del campionato italiano femminile di calcio), si è trattato di un ritorno in Serie A dopo ben 23 anni.

### Formula
Le 12 squadre partecipanti si affrontano in un girone all'italiana con partite di andata e ritorno per un totale di 22 giornate.
La squadra campione d'Italia e la seconda classificata si qualificano alla UEFA Women's Champions League 2009-2010.
Le ultime due classificate retrocedono in Serie A2.

## Squadre partecipanti
| Club             | Stagione | Città                      | Stagione precedente    |
| ---------------- | -------- | -------------------------- | ---------------------- |
| Atalanta         | dettagli | Almenno San Salvatore (BG) | 8º posto in Serie A    |
| Bardolino Verona | dettagli | Bardolino (VR)             | Campione d'Italia      |
| Chiasiellis      | dettagli | Mortegliano (UD)           | 10º posto in Serie A   |
| Fiamma Monza     | dettagli | Monza                      | 3º posto in Serie A    |
| ACF Milan        | dettagli | Milano                     | 9º posto in Serie A    |
| Reggiana         | dettagli | Reggio Emilia              | 6º posto in Serie A    |
| Riozzese         | dettagli | Riozzo (MI)                | 7º posto in Serie A    |
| Roma CF          | dettagli | Roma                       | 1º posto in Serie A2/B |
| Tavagnacco       | dettagli | Tavagnacco (UD)            | 4º posto in Serie A    |
| Torino           | dettagli | Torino                     | 5º posto in Serie A    |
| Torres           | dettagli | Sassari                    | 2º posto in Serie A    |
| Venezia 1984     | dettagli | Venezia                    | 1º posto in Serie A2/A |

## Allenatori e primatisti
| Squadra          | Allenatore                                               | Giocatrice più presente (tra parentesi il numero delle presenze)                                                            | Capocannoniere (tra parentesi il numero dei gol segnati) |
| ---------------- | -------------------------------------------------------- | --- | -------------------------------------------------------- |
| Atalanta         | Dennis Gionchilie (1ª-9ª) Michele Zonca (10ª-22ª)        | Alessandra Caio, Andrea Scarpellini, Giulia Spini (21)                                                                      | Cristina Bonometti, Andrea Scarpellini (8)               |
| Bardolino Verona | Renato Longega                                           | Valentina Boni, Giorgia Motta (22)                                                                                          | Patrizia Panico (23)                                     |
| Chiasiellis      | Aniello Marano                                           | Rita Caravilla, Piera Cassandra Maglio, Cristina Miani (22)                                                                 | Sara Bortolus (4)                                        |
| Fiammamonza      | Aristide Poma                                            | Laura Donghi, Ilaria Franchin (22)                                                                                          | Agnese Ricco (7)                                         |
| Milan            | Giuseppe Paolo Mincioni (1ª-18ª) Leandro Bravo (19ª-22ª) | Ilenia Sancassani (22) | Erica Croce (5)                                          |
| Reggiana         | Milena Bertolini                                         | Sara Colzi, Giulia Nasuti, Daniela Sabatino, Evelyn Vicchiarello, Silvia Vicenzi (22)                                       | Daniela Sabatino (19)                                    |
| Riozzese         | Matteo Festa (1ª-2ª) Domenico Caserini (3ª-22ª)          | Tatiana Bonetti, Emmanuela Celentano (22)                                                                                   | Tatiana Bonetti (10)                                     |
| Roma             | Fabio Cola                                               | Giulia Olivieri (22) | Ángeles Parejo (11)                                      |
| Tavagnacco       | Edoardo Bearzi                                           | Elisa Camporese, Elena Stabile, Tatiana Zorri (22)                                                                          | Elisa Camporese (16)                                     |
| Torino           | Giorgio Tonino                                           | Barbara Bonansea, Marta Carissimi, Pamela Gueli, Elisabetta Parodi, Simona Sodini (22)                                      | Simona Sodini (2)                                        |
| Torres           | Salvatore Arca                                           | Martina Cortesi, Michela Cupido, Giulia Domenichetti, Alessia Fadda, Silvia Fuselli, Daniela Stracchi, Elisabetta Tona (22) | Silvia Fuselli (16)                                      |
| Venezia 1984     | Alessandro De Bortoli (1ª-17ª) Marino Ranzolin (20ª-22ª) | Daniela Turra (22) | Rossella Cavallini (13)                                  |

## Classifica finale
|  | Pos. | Squadra          | Pt | G  | V  | N | P  | GF | GS | DR  |
|  | ---- | ---------------- | -- | -- | -- | - | -- | -- | -- | --- |
|  | 1.   | Bardolino Verona | 62 | 22 | 20 | 2 | 0  | 88 | 13 | +75 |
|  | 2.   | Torres           | 56 | 22 | 18 | 2 | 2  | 59 | 12 | +47 |
|  | 3.   | Tavagnacco       | 47 | 22 | 15 | 2 | 5  | 58 | 30 | +28 |
|  | 4.   | Reggiana         | 46 | 22 | 14 | 4 | 4  | 48 | 23 | +25 |
|  | 5.   | Roma CF          | 36 | 22 | 11 | 3 | 8  | 32 | 33 | -1  |
|  | 6.   | Fiamma Monza     | 28 | 22 | 8  | 4 | 10 | 27 | 35 | -8  |
|  | 7.   | Torino (-1)      | 21 | 22 | 5  | 7 | 10 | 34 | 43 | -9  |
|  | 8.   | Chiasiellis      | 18 | 22 | 4  | 6 | 12 | 16 | 39 | -23 |
|  | 9.   | Venezia 1984     | 17 | 22 | 4  | 5 | 13 | 18 | 42 | -24 |
|  | 10.  | Atalanta         | 17 | 22 | 4  | 5 | 13 | 23 | 45 | -22 |
|  | 11.  | Riozzese         | 14 | 22 | 3  | 5 | 14 | 18 | 43 | -25 |
|  | 12.  | ACF Milan (-1)   | 9  | 22 | 3  | 1 | 18 | 15 | 78 | -63 |

Legenda:
      Campione d'Italia e ammessa alla UEFA Women's Champions League 2009-2010.
      Ammessa alla UEFA Women's Champions League 2009-2010.
      Retrocesse in Serie A2 2009-2010.
Note:
Tre punti a vittoria, uno a pareggio, zero a sconfitta.
Il Milan e il Torino hanno scontato 1 punto di penalizzazione.

## Risultati

### Calendario
| andata     | 1ª giornata          | ritorno     |
| 4 ott 2008 |                      | 24 gen 2009 |
| 1-3        | Atalanta-Tavagnacco  | 0-1         |
| 3-1        | Bardolino-Riozzese   | 4-2         |
| 0-1        | Chiasiellis-Reggiana | 1-1         |
| 4-0        | Torres-Milan         | 5-0         |
| 0-2        | Fiammamonza-Roma     | 1-0         |
| 2-2        | Venezia 1984-Torino  | 1-2         |

| andata     | 4ª giornata           | ritorno     |
| 1 nov 2008 |                       | 28 feb 2009 |
| 1-1        | Fiammamonza-Atalanta  | 3-2         |
| 1-3        | Tavagnacco-Torres     | 0-2         |
| 0-3        | Milan-Riozzese        | 1-1         |
| 3-1        | Reggiana-Venezia 1984 | 1-0         |
| 2-1        | Roma-Chiasiellis      | 1-2         |
| 0-5        | Torino-Bardolino      | 0-3         |

| andata      | 7ª giornata           | ritorno     |
| 22 nov 2008 |                       | 28 mar 2009 |
| 6-0         | Bardolino-Chiasiellis | 2-1         |
| 4-0         | Torres-Atalanta       | 3-0         |
| 0-6         | Milan-Reggiana        | 0-6         |
| 0-1         | Riozzese-Fiammamonza  | 0-1         |
| 4-6         | Torino-Tavagnacco     | 3-5         |
| 1-2         | Venezia 1984-Roma     | 2-2         |

| andata      | 10ª giornata           | ritorno    |
| 13 dic 2008 |                        | 9 mag 2009 |
| 6-0         | Atalanta-Milan         | 2-0        |
| 0-0         | Chiasiellis-Torino     | 0-1        |
| 2-2         | Torres-Bardolino       | 0-1        |
| 0-3         | Fiammamonza-Tavagnacco | 0-4        |
| 1-1         | Reggiana-Roma          | 2-1        |
| 1-2         | Venezia 1984-Riozzese  | 2-0        |

| andata      | 2ª giornata            | ritorno     |
| 11 ott 2008 |                        | 14 feb 2009 |
| 4-1         | Tavagnacco-Chiasiellis | 6-0         |
| 0-2         | Milan-Venezia 1984     | 2-1         |
| 1-1         | Reggiana-Fiammamonza   | 1-0         |
| 0-3         | Riozzese-Torres        | 0-5         |
| 0-2         | Roma-Bardolino         | 0-1         |
| 2-2         | Torino-Atalanta        | 1-1         |

| andata     | 5ª giornata              | ritorno     |
| 8 nov 2008 |                          | 14 mar 2009 |
| 1-1        | Atalanta-Chiasiellis     | 1-0         |
| 6-1        | Bardolino-Tavagnacco     | 3-1         |
| 2-1        | Torres-Reggiana          | 2-1         |
| 0-4        | Milan-Roma               | 1-2         |
| 1-1        | Riozzese-Torino          | 2-2         |
| 3-0        | Venezia 1984-Fiammamonza | 0-3         |

| andata      | 8ª giornata           | ritorno    |
| 29 nov 2008 |                       | 4 apr 2009 |
| 0-2         | Atalanta-Venezia 1984 | 0-1        |
| 0-2         | Chiasiellis-Torres    | 0-2        |
| 0-1         | Fiammomza-Bardolino   | 0-6        |
| 2-0         | Tavagnacco-Milan      | 2-1        |
| 5-0         | Reggiana-Riozzese     | 3-1        |
| 1-0         | Roma-Torino           | 2-1        |

| andata      | 11ª giornata           | ritorno     |
| 17 gen 2008 |                        | 16 mag 2009 |
| 4-0         | Bardolino-Venezia 1984 | 6-0         |
| 4-3         | Tavagnacco-Reggiana    | 1-2         |
| 0-1         | Milan-Chiasiellis      | 2-1         |
| 0-1         | Riozzese-Atalanta      | 1-1         |
| 0-4         | Roma-Torres            | 2-7         |
| 2-3         | Torino-Fiammamonza     | 0-0         |

| andata      | 3ª giornata             | ritorno     |
| 18 ott 2008 |                         | 21 feb 2009 |
| 0-3         | Atalanta-Reggiana       | 0-1         |
| 5-1         | Bardolino-Milan         | 8-1         |
| 0-0         | Chiasiellis-Fiammamonza | 3-2         |
| 2-0         | Torres-Torino           | 2-4         |
| 0-2         | Riozzese-Roma           | 0-2         |
| 0-3         | Venezia 1984-Tavagnacco | 0-5         |

| andata      | 6ª giornata              | ritorno     |
| 15 nov 2008 |                          | 21 mar 2009 |
| 1-1         | Chiasiellis-Venezia 1984 | 0-0         |
| 0-2         | Fiammamonza-Torres       | 0-1         |
| 0-0         | Tavagnacco-Riozzese      | 2-0         |
| 2-2         | Reggiana-Bardolino       | 0-5         |
| 4-3         | Roma-Atalanta            | 1-0         |
| 5-1         | Torino-Milan             | 3-0         |

| andata     | 9ª giornata          | ritorno    |
| 6 dic 2008 |                      | 2 mag 2009 |
| 9-1        | Bardolino-Atalanta   | 4-0        |
| 2-0        | Torres-Venezia 1984  | 0-0        |
| 1-1        | Tavagnacco-Roma      | 3-0        |
| 5-2        | Milan-Fiammamonza    | 0-7        |
| 1-2        | Riozzese-Chiasiellis | 3-1        |
| 0-2        | Torino-Reggiana      | 1-2        |

## Statistiche

### Classifica marcatrici
| Gol | Rigori |  | Giocatore           | Squadra          |
| --- | ------ |  | ------------------- | ---------------- |
| 23  |        |  | Patrizia Panico     | Bardolino Verona |
| 22  |        |  | Simona Sodini       | Torino           |
| 21  |        |  | Daniela Sabatino    | Reggiana         |
| 16  |        |  | Melania Gabbiadini  | Bardolino Verona |
| 16  | 1      |  | Elisa Camporese     | Tavagnacco       |
| 15  | 1      |  | Silvia Fuselli      | Torres           |
| 14  |        |  | Venusia Paliotti    | Bardolino Verona |
| 14  | 1      |  | Paola Brumana       | Tavagnacco       |
| 13  |        |  | Rossella Cavallini  | Venezia 1984     |
| 13  |        |  | Sandy Iannella      | Torres           |
| 13  |        |  | Ilaria Mauro        | Tavagnacco       |
| 11  | 1      |  | Evelyn Vicchiarello | Reggiana         |
| 11  | 1      |  | Ángeles Parejo      | Roma CF          |
| 10  | 2      |  | Valentina Boni      | Bardolino Verona |
| 10  |        |  | Tatiana Bonetti     | Riozzese         |